# Megasema propitia
Megasema propitia là một loài bướm đêm trong họ Noctuidae.